# Helicopsyche callirrhoe
Helicopsyche callirrhoe är en nattsländeart som beskrevs av Schmid 1993. Helicopsyche callirrhoe ingår i släktet Helicopsyche och familjen Helicopsychidae. Inga underarter finns listade i Catalogue of Life.